# フレデリック・ウィリアム・ビーチー
フレデリック・ウィリアム・ビーチー（Frederick William Beechey、1796年2月17日 - 1856年11月29日）はイギリスの海軍将校、地理学者である。

## 略歴
ロンドンに生まれた。父親のウィリアム・ビーチー（Sir William Beechey RA）、母親のアン・ビーチー（Anne Beechey）とも画家であった。1806年にイギリス海軍に入隊し、フランスとの戦いや米英戦争で軍務についた。
1818年にデーヴィッド・バカン (David Buchan）が率いた北極探検航海に参加し、翌年、ウィリアム・エドワード・パリーが率いる、ヘルカ号（HMS Hecla）の北極航海に参加した。1821年にウィリアム・ヘンリー・スミスの率いる地中海測量航海に参加し、アフリカの地中海沿岸の測量に従事した。この調査結果は1828年に"Proceedings of the Expedition to Explore the Northern Coast of Africa from Tripoly Eastward in 1821-1822"として発表された。
1825年にブラッサム号（HMS Blossom）の船長に任じられ、ベーリング海峡の探検を命じられた。この航海は北極海を大西洋側から航海するウィリアム・エドワード・パリーの船や、カナダ内陸から出発する探検家のジョン・フランクリンの探検隊とカナダ北部の北極海沿岸で合流する目的（段取り）であった。ビーチーはアラスカ北端のポイント・バローに達したがフランクリンの探検隊はその140マイル東で進行を断念し、パリーの船は凍った海に阻まれて、1000マイル離れた地点にしか達することはできなかった。この航海は3年にわたり続けられ、いくつかの島が発見され、プリンスオブウェールズ岬近くに、良い港となる場所が見つけられた。
1826年7月、ベーリング海峡のダイオミード諸島の2つの島など3つの島を命名した。（そのうち2つは1728年にヴィトゥス・ベーリングがすでに命名していたラトマノフ島とクルーゼンシュテルン島で、"Fairway Rock"は現在もその名前で呼ばれている。）この探検の記録は、隊員のJohn Bechervaiseによって1839年に「Thirty-six Years of a Seafaring Life by an Old Quartermaster,」として発表された。
1828年に帰着するまでの間には、沖縄諸島（琉球王国）や（当時日本領とは確定していなかった）小笠原諸島にも立ち寄っており、以下に記載する旅行記にもその模様が記載されている。ビーチーは父島を「ピール島」、母島を「ベイリー島」と命名して、イギリス領とする宣言文を樹木につけたという。またこの上陸の際に生物を調査しており、その中にはその後絶滅したオガサワラマシコの標本も含まれている。
1831年にビーチーの旅行記、"Narrative of a Voyage to the Pacific and Bering's Strait to Co-operate with the Polar Expeditions, 1825-1828"が発表された 。
1835年に南米の沿岸調査を行い、1835年から1847年の間はアイルランド沿岸調査を行った。1854年に少将となり、1835年に王立地理学会の会長に選ばれた。
カナダの北極諸島にあるビーチー島は1819年のパリーの探検に参加していたビーチーが父親の名前をつけたものである。
1841年に植物学者、ウィリアム・ジャクソン・フッカーとジョージ・ウォーカー＝アーノットによってこの探検で集められた植物について、"Botany of Beechey's Voyage to the Pacific and Behring's Straits"が出版された。

## zoology of Captain Beechey's voyageの図版

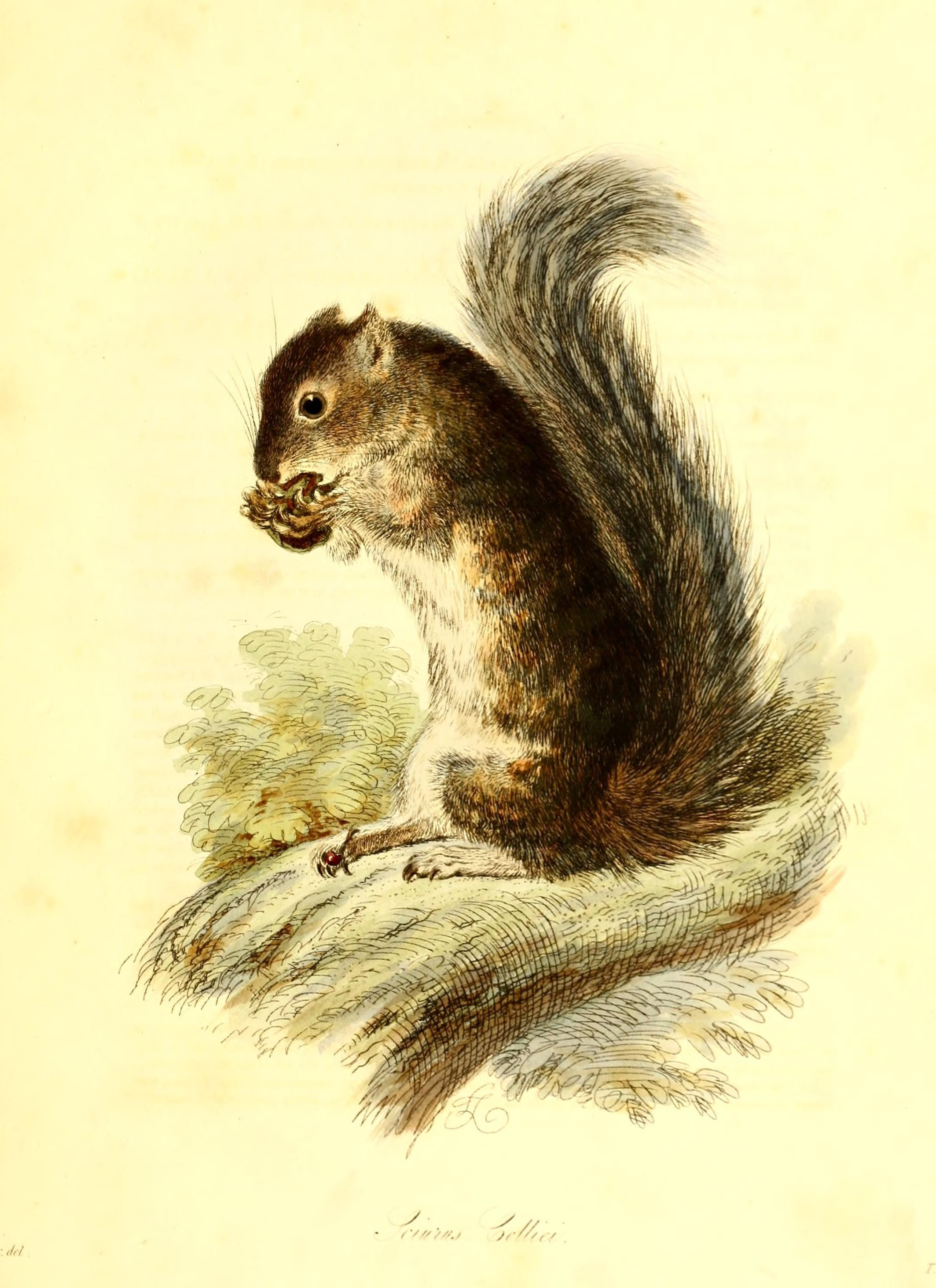
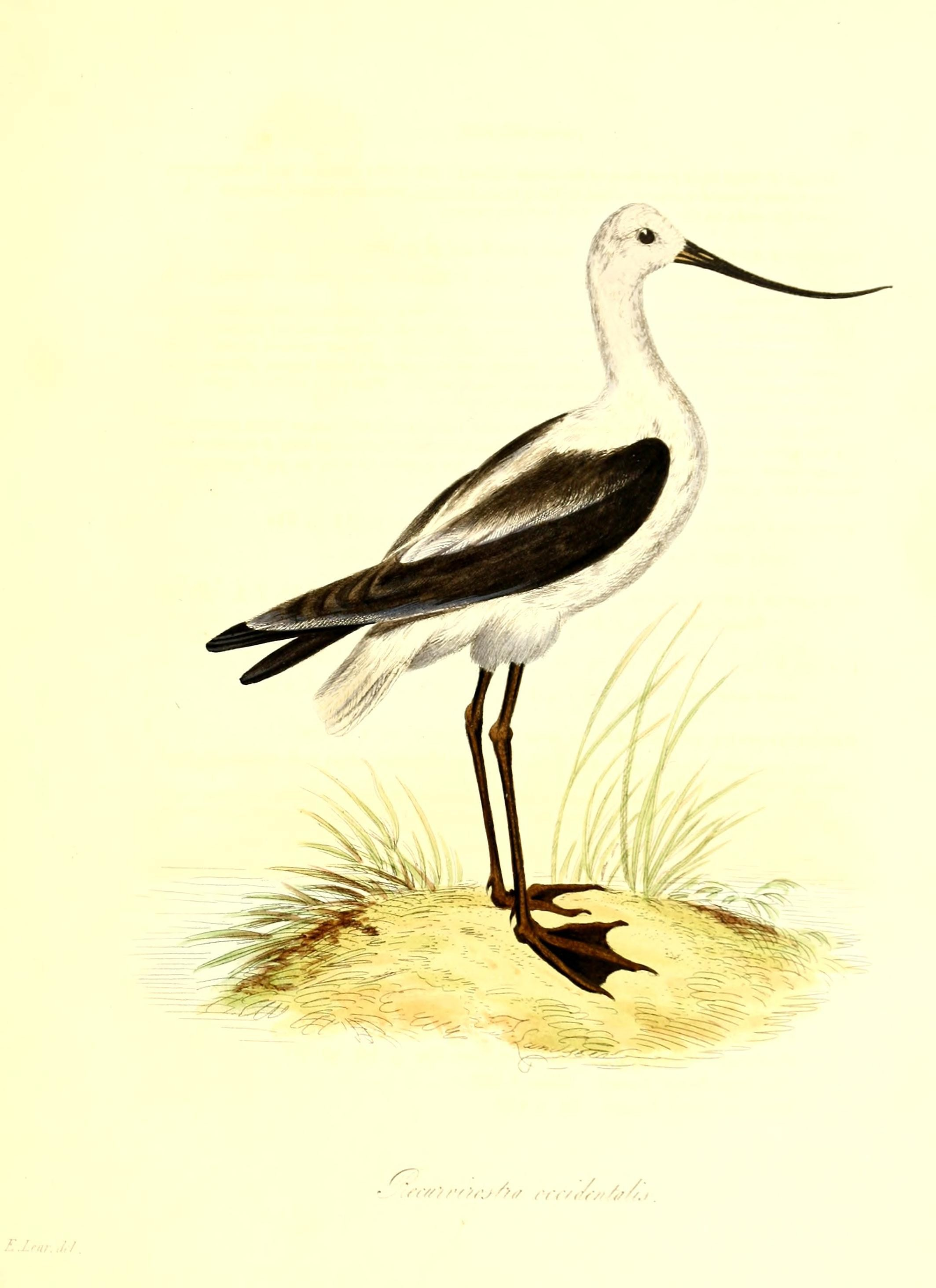
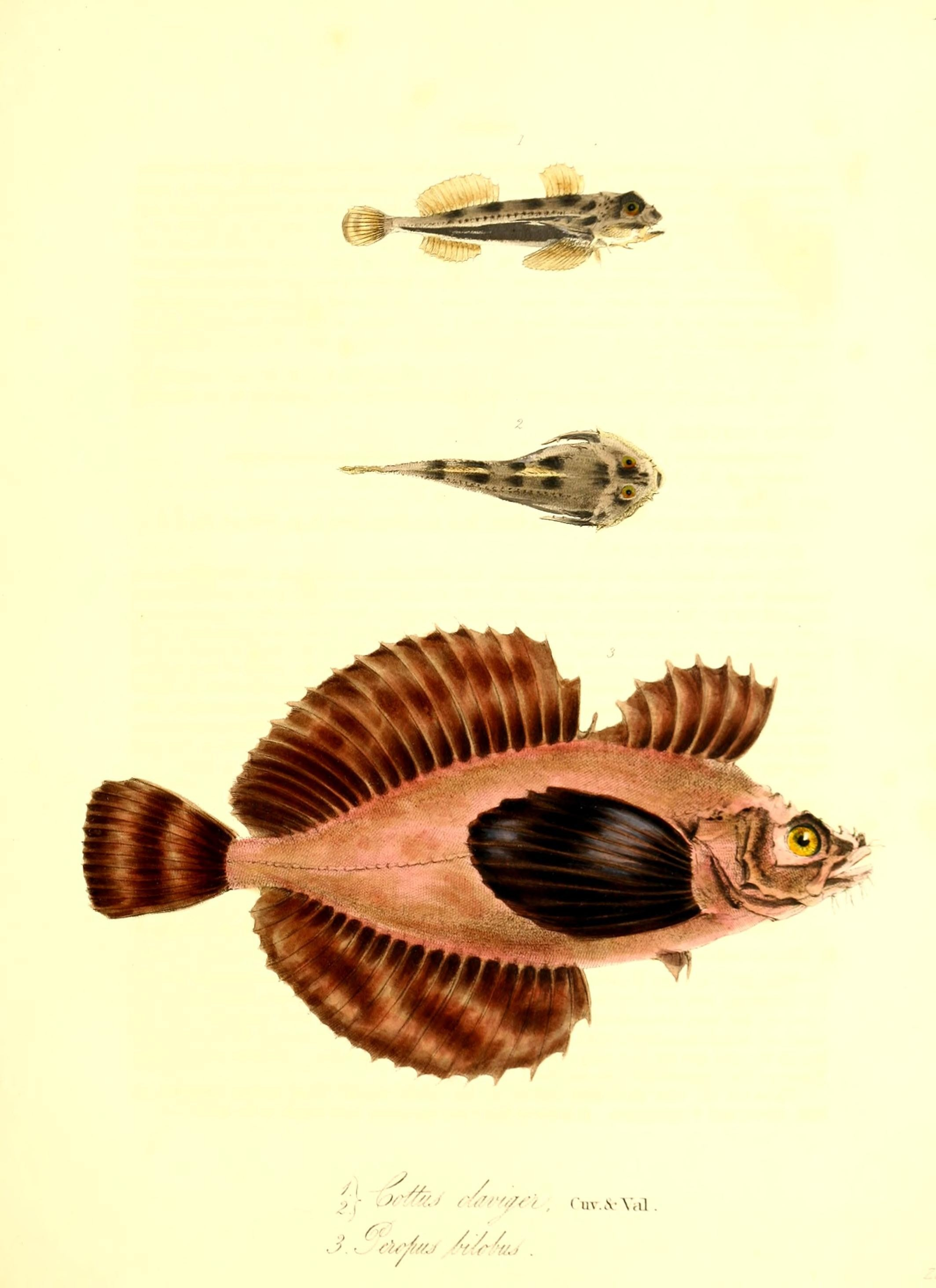
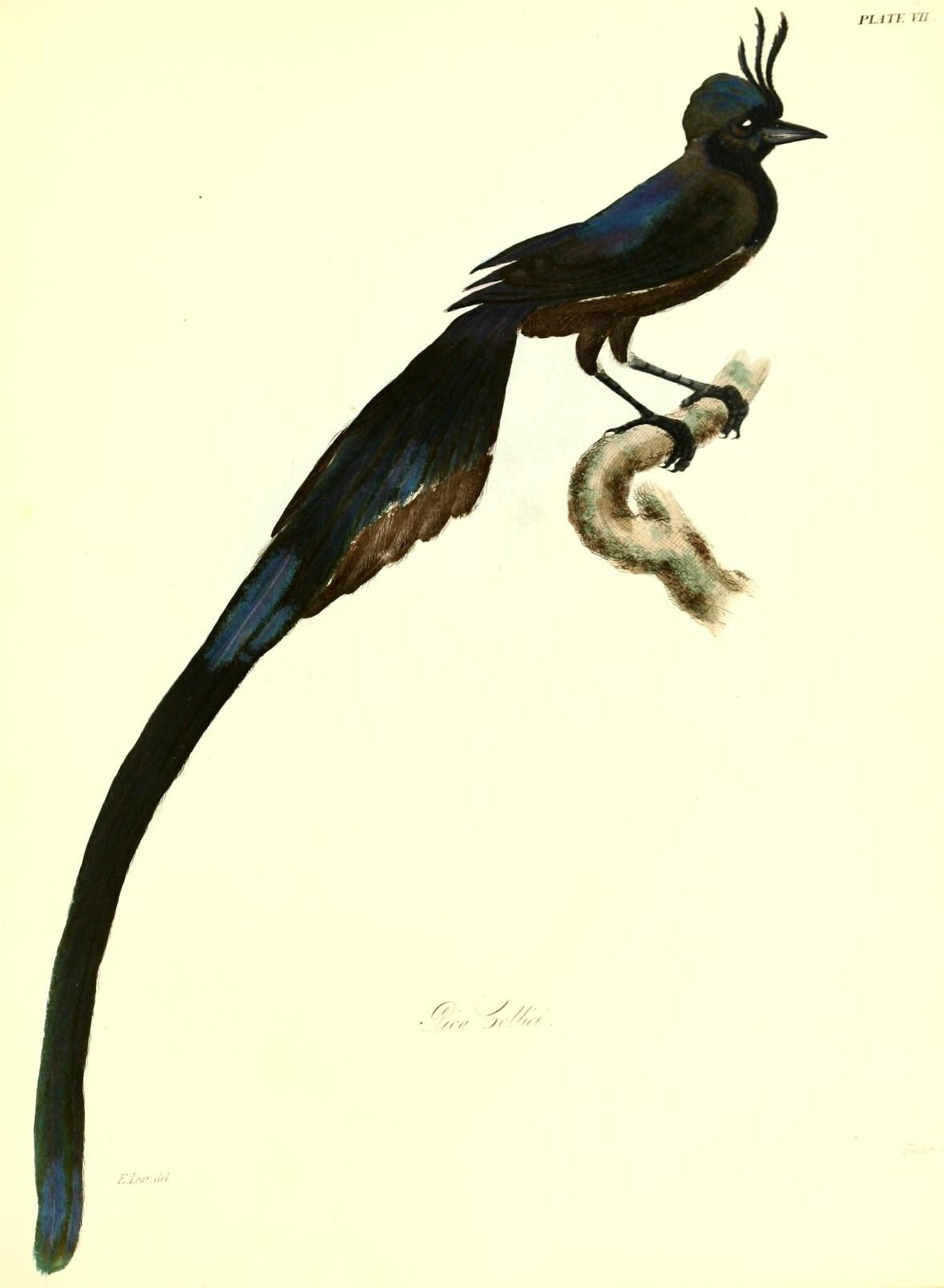
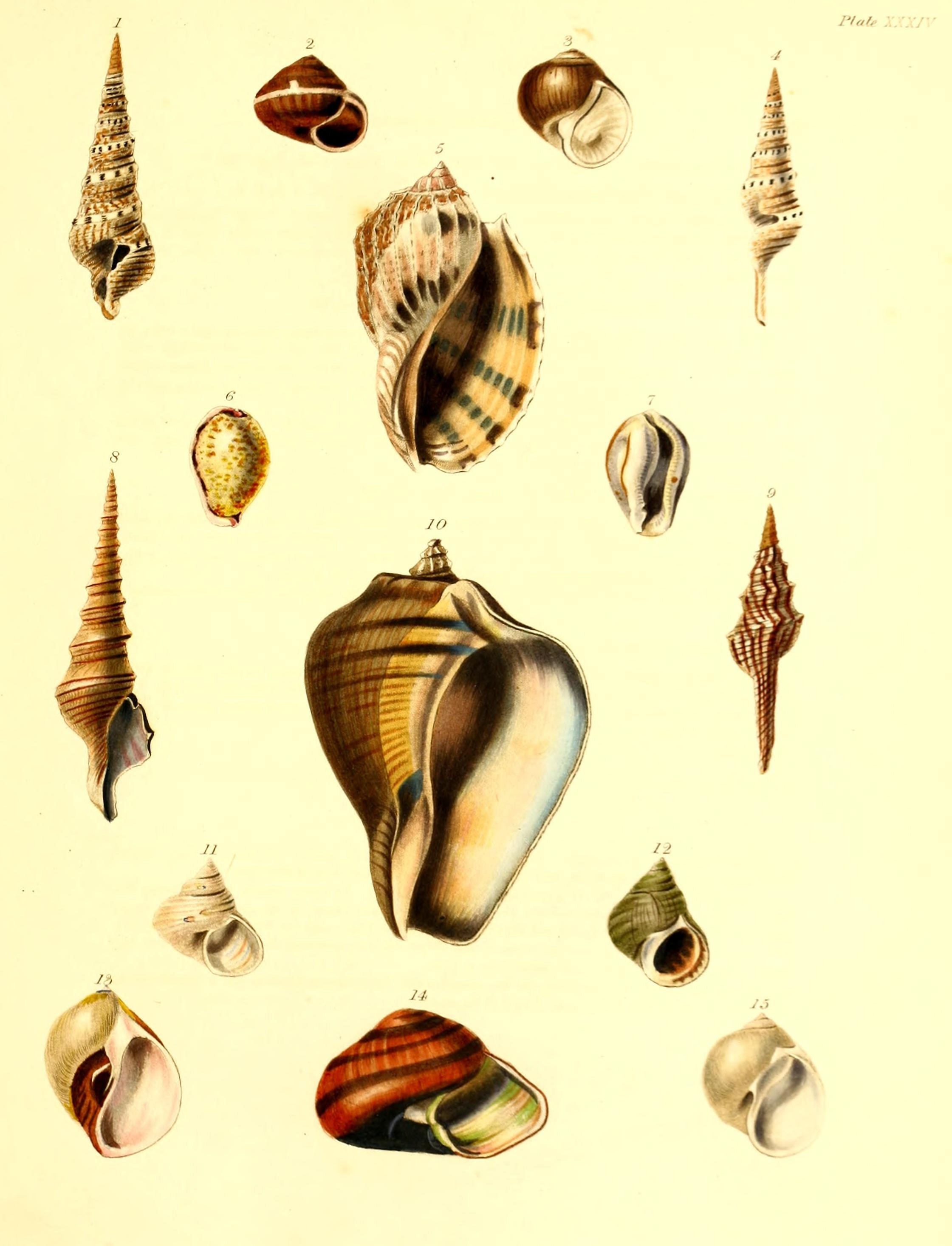

## 著作
- (1828). Proceedings Of The Expedition To Explore The Northern Coast Of Africa, From Tripoly Eastward; In MDCCCXXI and MDCCCXXII Comprehending An Account of The Greater Syrtis And Cyranaeica. London: John Murray. Retrieved 15 August 2009.
- (1832). Narrative Of A Voyage To The Pacific And Beering's Strait, To Co-Operate With The Polar Expeditions Performed In His Majesty's Ship Blossom, Under The Command Of Captain F. W. Beechey, R. N. In The Years 1825, 26, 27, 28. Philadelphia: Carey & Lea. Retrieved 15 August 2009.
- (1843). A Voyage Of Discovery Towards The North Pole, Performed In His Majesty's Ships Dorothea And Trent, Under The Command Of Captain David Buchan, R. N., 1818. London: Richard Bentley. Retrieved 15 August 2009.